# Доминикская лейбористская партия
Доминикская лейбористская партия (англ. Dominica Labour Party, DLP) — социал-демократическая политическая партия на острове Доминика. Старейшая политическая партия в стране. Находилась при власти в 1961–1980 годах и с 2000 года. Консультативный член Социалистического интернационала. На эмблеме партии изображён башмак в красном круге.

## История
Доминикская лейбористская партия основана в 1955 году писательницей, поэтессой и фабианской социалисткой Филлис Шанд Олфри и профсоюзным лидером Эммануэлем Кристофером Лоблеком. Её опорой стал профсоюз портовых рабочих. В 1961 году партия победила на выборах, завоевав 7 мест в парламенте из 11. На следующих выборах в 1966 году лейбористы получили уже 10 мест из 11.
Представитель партии Эдвард Оливер Леблан был последним главным министром Доминики в качестве колонии и первым премьер-министром в качестве ассоциированного с Великобританией государства; в 1970 году его внутрипартийным оппонентам удалось исключить его из Доминикской лейбористской партии, после чего он создал Лейбористскую партию Леблана, которая победила на всеобщих выборах в 1970 году, хотя и смогла завоевать только 8 мест. Четвёртая подряд победа лейбористов (уже воссоединившихся после отставки Леблана) была достигнута в 1975 году, когда Доминикская лейбористская партия получила 16 мест из 21.
В 1979 году от партии откололась Демократическая лейбористская партия во главе с Оливером Серафином. На следующих парламентских выборах в 1980 году новая партия получила почти 20 % голосов, из-за чего доля голосов старой лейбористской партии сократилась почти в три раза, с 50 % до 17 %. В результате почти все места в парламенте достались конкурентам лейбористов из Доминикской партии свободы.
Спустя 19 лет нахождения у власти, лейбористы потерпели первое в своей истории поражение, после чего их партия 20 лет не могла победить на выборах. В 1985 году она завоевала 5 мест, в 1990 году — 4, в 1995 — вновь 5 мест.
В 1983 году Демократическая лейбористская партия влилась обратно в Доминикскую лейбористскую партию. В 1981 году из Доминикской лейбористской партии выделилась и более левая Объединённая лейбористская партия Доминики Майкла Дугласа, однако она не получила мест на выборах 1985 года и также вернулась в состав материнской партии (наряду с ней к лейбористам вошёл радикальный левый Альянс Движения освобождения Доминики).
Вернуться к власти партия смогла только в январе 2000 года, собрав на выборах 43,1 % голосов, завоевав 10 мест из 21 и сформировав коалицию со своими бывшими непримиримыми оппонентами из Доминикской партии свободы, после чего премьер-министром стал Рузвельт «Роузи» Дуглас. 1 октября 2000 года, после нескольких месяцев пребывания в должности, Дуглас внезапно умер и был заменён на Пьера Чарльза. 6 января 2004 года Чарльз, который с 2003 года имел проблемы с сердцем, умер. После его смерти обязанности премьер-министра исполнял министр иностранных дел Осборн Ривьер, пока к присяге в качестве главы правительства не был приведён новый лидер Доминикской лейбористской партии Рузвельт Скеррит, до этого занимавший пост министра образования.
Под руководством Рузвельта Скеррита партия получила 12 мест на выборах 2005 года и он сохранил пост премьер-министра. На выборах 2009 года Доминикская лейбористская партия одержала третью подряд победу, завоевав 18 из 21 мест, несмотря на заявления оппозиции о нарушениях во время выборной кампании. В 2014 году лейбористы выступили на выборах чуть хуже, получив 15 мест из 21 в Палате собраний Доминики.